# 弗里德里希·路德維希·雅恩體育公園
弗里德里希·路德維希·雅恩體育公園（簡稱「雅恩體育公園」）是位於德國首都柏林潘科區的一座多用途體育場。體育場的名稱來自於被譽為「德意志體操之父」的普魯士體操教練弗里德里希·路德維希·雅恩。
雅恩體育公園是2014/2015賽季歐足聯女子冠軍聯賽總決賽的舉辦地。